# シンドゥ・パルチョーク郡
シンドゥ・パルチョーク郡(シンドゥ・パルチョークぐん、ネパール語: सिन्धुपाल्चोक जिल्ला)は、ネパール東部のバグマティ州の郡。
郡都はチョータラ。
2021年国勢調査の人口は26万2852人。
面積は2542km2。
ネパール地震 (2015年)で特に甚大な被害があり、ネパール政府から優先地域に指定された。